# Cru Bourgeois

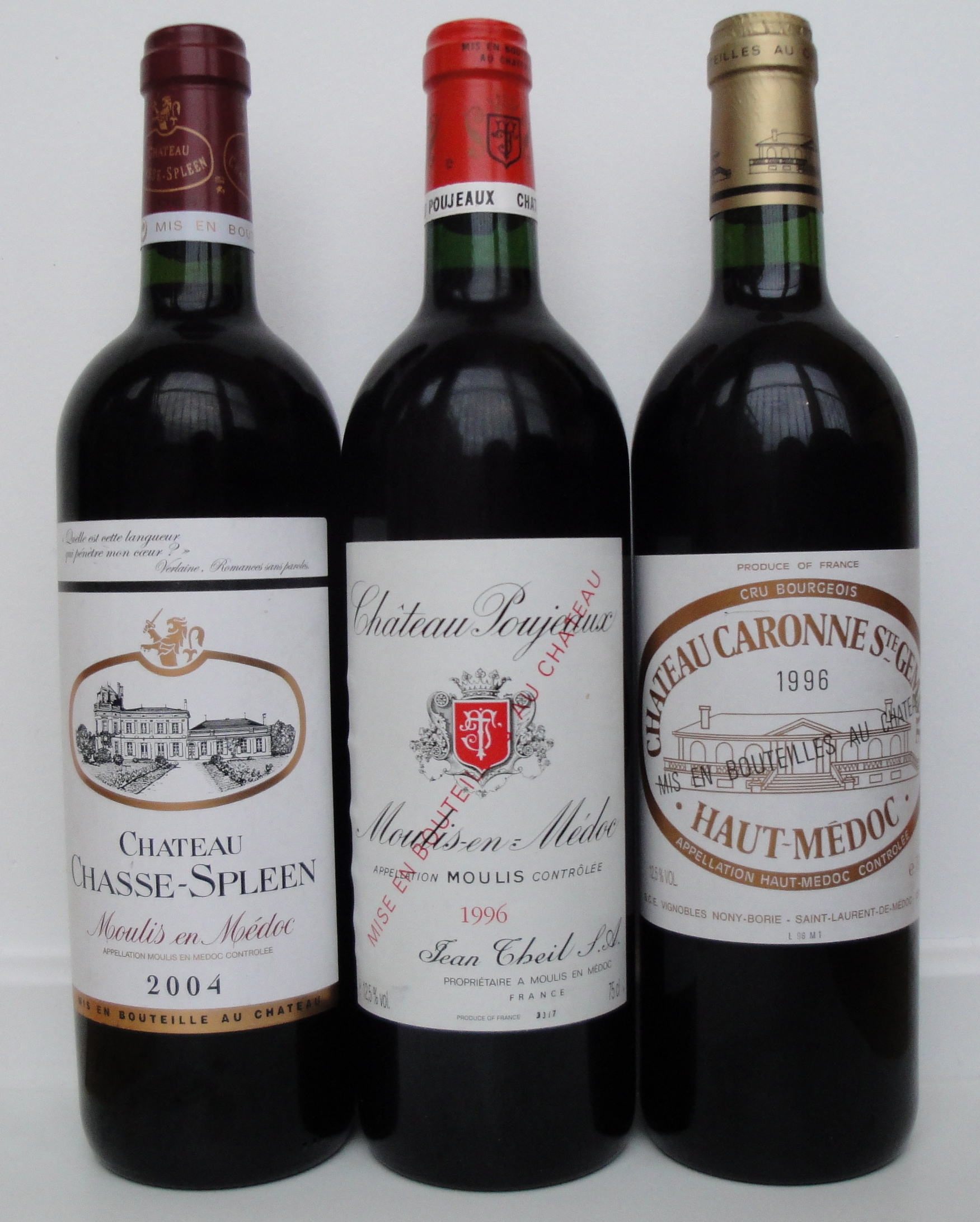
Los tres tipos

La clasificación Cru Bourgeois es una lista de algunos de los vinos de alta calidad de las regiones de vino de Burdeos de la orilla izquierda que no se incluyeron en la Lista oficial de vino de Burdeos del año 1855 o Grands Crus Classés. Como la clasificación de 1855 sólo se ha cambiado una vez desde 1855, se ha visto ampliamente considerada como desfasada, y muchos críticos de vino están de acuerdo en que hay una considerable coincidencia en parte entre los "crus" clasificados de 1855 y la Cru Bourgeois.
La primera lista Cru Bourgeois fue realizada por la Cámara de Comercio de Burdeos y la Cámara de Agricultura en 1932, seleccionando 444 fincas para la clasificación. Una revisión de 2003 de la clasificación fue revocada por el gobierno francés en 2007, lo que dio como resultado una prohibición de usar el término, que se prevé se alzará en el año 2009. 

## Clasificación
La clasificación Cru Bourgeois de 2003, anulada en 2007 proponía un sistema de 247 vinos clasificados en tres escalones: 
| Crus Bourgeois Exceptionnels | Appellation       |
| ---------------------------- | ----------------- |
| Château Chasse-Spleen        | (Moulis-en-Médoc) |
| Château Haut-Marbuzet        | (Saint-Estèphe)   |
| Château Labégorce Zédé       | (Margaux)         |
| Château Les Ormes-de-Pez     | (Saint-Estèphe)   |
| Château de Pez               | (Saint-Estèphe)   |
| Château Phélan Ségur         | (Saint-Estèphe)   |
| Château Potensac             | (Médoc)           |
| Château Poujeaux             | (Moulis-en-Médoc) |
| Château Siran                | (Margaux)         |

(Total:9)
Crus Bourgeois Supérieurs
(Total:87)
Crus Bourgeois
(Total 151) 
Como cualquier otro sistema de clasificación, hay controversia respecto a estos rankings y algunos vinos muy considerados, como Château Gloria y Château Sociando-Mallet no solicitaron la clasificación.

## Anulación
En febrero de 2007, los tribunales franceses derogaron la revisión de 2003 basándose en una petición de productores insatisfechos. En esencia, lo que dijo el tribunal es que cuatro del panel tenían intereses en conflicto, como propietarios de bodegas destacadas, y no podían verse como independientes. Además, algunos viñedos se incluyeron tanto con su Grand vin como el segundo vino. La clasificación llegado a este punto, se revirtió a la de 1932 eliminando las categorías Exceptionnel y Supérieur, y las 444 fincas originales clasificadas de igual manera como Cru Bourgeois.
En julio de ese año, la suspensión se enmendó oficialmente y todo uso del término Cru Bourgeois se hizo ilegal. Para el año 2005, con la cosecha ya embotellada y previéndose dilaciones, la norma se esperaba que se reforzase con la cosecha de 2007. La prohibición se aplica a todos los vinos, extendiéndose también a las bodegas de Sauternes, Côtes-de-Bourg y Blaye que usaban el término.
La "Alliance des Crus Bourgeois" respondió planteando una nueva petición al gobierno, para crear una nueva certificación adoptando el término Label Cru Bourgeois desde la cosecha de 2007 para ser comercializada en 2009, "no como una clasificación, sino como marca de calidad" abierta a todos los vinos de Médoc, basada en estándares de producción y calidad.
En febrero de 2008, sin embargo, un formato para la clasificación a reintroducir en 2009 fue acordada por 180 fincas del difunto ranking de 2003, junto con 95 nuevos. La revisión demanda que las fincas se adhieran a un nuevo conjunto de normas de producción y una cata por expertos independientes para permanecer en la clasificación y en esta etapa los términos Cru Bourgeois Supérieur o Cru Bourgeois Exceptionnel no se usarán más.

## Regiones
Las bodegas Crus Bourgeois pueden encontrarse por todo el Médoc, pero hay una concentración particularmente alta en la AOC Saint-Estèphe, en la meseta al sur del pueblo.